# Pileolaria moerchi
Pileolaria moerchi är en ringmaskart som först beskrevs av Levinsen 1883.  Pileolaria moerchi ingår i släktet Pileolaria och familjen Serpulidae. Arten har ej påträffats i Sverige. Inga underarter finns listade i Catalogue of Life.